# Cryptorhopalum trisignatum
Cryptorhopalum trisignatum is een keversoort uit de familie spektorren (Dermestidae). De wetenschappelijke naam van de soort werd in 1942 gepubliceerd door Maurice Pic.